# آی-فلای
آی-فلای (به انگلیسی: I-Fly) یک شرکت هواپیمایی با کد یاتا I4 است که در تاریخ ۲۰۰۹ میلادی تأسیس شده است. دفتر مرکزی آی-فلای در مسکو، روسیه واقع شده‌است و قطب این شرکت هواپیمایی در فرودگاه بین‌المللی ونوکووا قرار دارد و به ۱۲ مقصد، پرواز مستقیم انجام می‌دهد.